# Острова блаженных

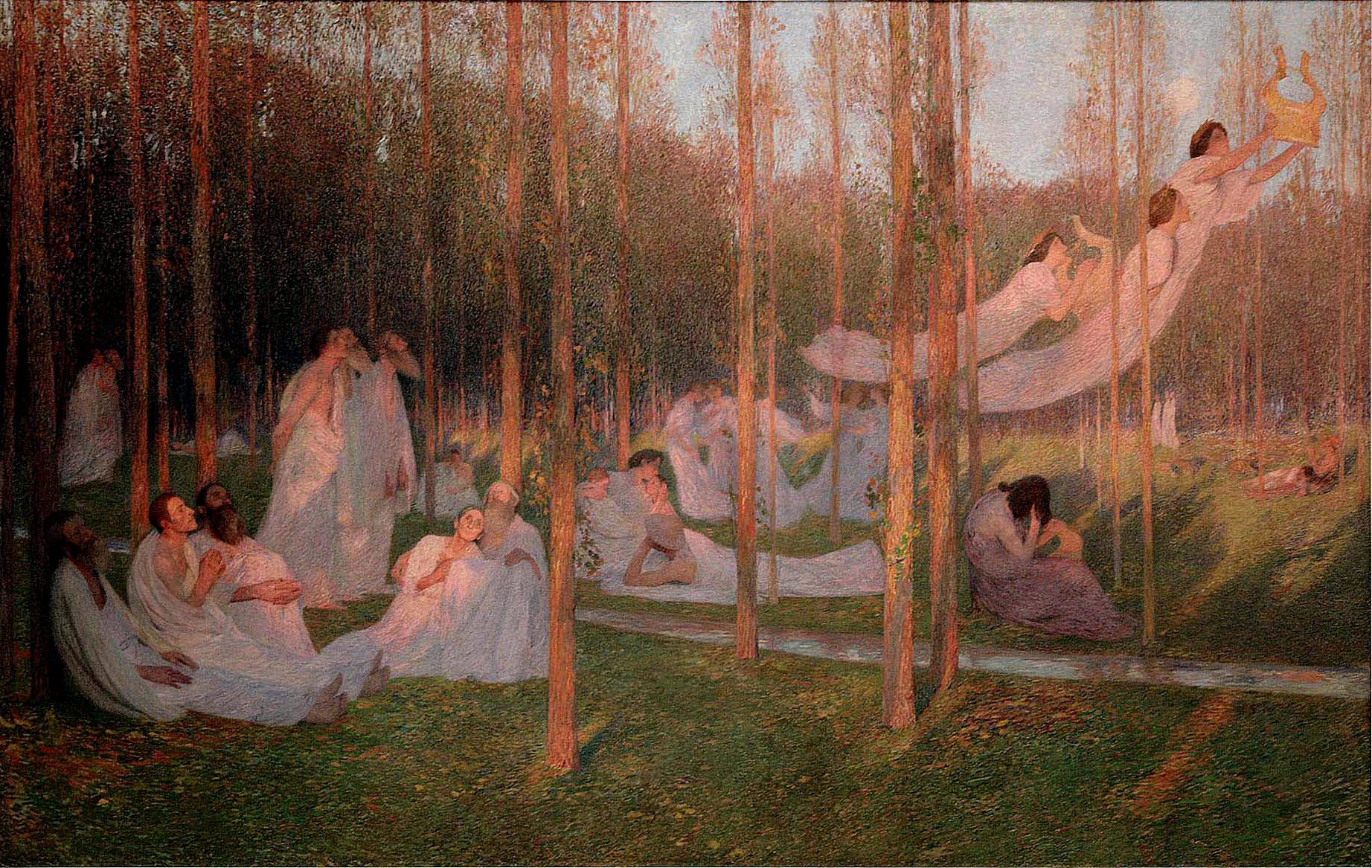
На картине А. Мартина, 1899

Острова́ блаже́нных, или Блаженные острова (греч. Νήσοι των Μακάρων, Μακάρων Νῆσοι) — мифическая область, сакральная заморская страна, расположенная посреди океана, где-то на краю света или даже в ином мире. Один из символов рая в мифологии различных народов. Из мифов этот образ проник в литературу и философию, оказав большое влияние на развитие европейской утопической мысли (см. Утопия).
Миф о блаженных островах на краю земли — один из примеров утопического представления об «окраинных» народах, которое характерно для многих культур древности. Несмотря на явную легендарность этого образа, с ним пытались ассоциировать вполне реальные географические объекты Средиземного моря и Атлантического океана.

## Шумерская мифология
Шумерские мифы рассказывают о лежащем далеко в южных морях острове Дильмун, где никто не знал бедности, болезней и смерти. Дильмун — первозданная «чистая», «непорочная», «светлая» страна, «страна живых», где не было змей, скорпионов, львов, диких собак и волков. Богиня-мать Нинхурсаг выращивает здесь восемь чудесных растений. На Дильмуне поселён после потопа мудрец-полубог Зиусудра, или Утнапиштим, оберегающий секрет бессмертия (см.: Эпос о Гильгамеше). Хотя Дильмун предстаёт скорее божественным, чем человеческим обиталищем, его характеристика содержит многочисленные параллели с библейским повествованием об Эдеме.

## Античная мифология

### Древнейшие представления
В древнегреческих мифах Острова блаженных (Элизиум, Элизий) — страна на крайнем западе, где находят вечное пристанище люди, получившие бессмертие от богов, или те из смертных, чью жизнь судьи загробного мира (Минос, Эак и Радамант) признали праведной и благочестивой. В некоторых вариантах мифа удел на Островах блаженных получают те души, которые уже трижды прошли земное воплощение.
Правителем Островов блаженных является бог Крон. Здесь царит вечная весна. Души праведников гуляют по Елисейским полям — прекрасному лугу неувядающих цветов, окружённому сказочно красивым лесом, проводят время в беседах и наслаждаются вечной жизнью. Здесь пребывают многие знаменитые герои греческих мифов, получившие бессмертие (напр. Диомед Тидид, Телегон, Пенелопа) или перенесённые сюда после смерти (Ахилл, Менелай, Медея и др.), и даже освобождённые из Тартара титаны.
Упоминание о правлении Крона (соправителем Островов является его сын, судья загробного мира Радамант) заставляет соотнести греческую легенду с преданием о Золотом веке, когда Крон царствовал на всей земле. В ту эпоху люди не знали нужды, страдания и смерти, жизнь их строилась по законам божественной справедливости. Острова блаженных остались последним «реликтом» Золотого века на земле, но достичь их невозможно без помощи богов.

Многих в кровавых боях исполнение смерти покрыло; 

Прочих к границам земли перенёс громовержец Кронион,

Дав пропитание им и жилища отдельно от смертных.

Сердцем ни дум, ни заботы не зная, они безмятежно

Близ океанских пучин острова населяют блаженных.

Трижды в году хлебодарная почва героям счастливым

Сладостью равные мёду плоды в изобилье приносит.
— Гесиод, «Труды и дни»

### Развитие образа в эллинистическую и римскую эпоху
Постепенно, по мере того как греки осваивали Средиземноморье, идеальные острова отодвигались всё дальше, до крайних пределов ойкумены. В описании этих островов всё чаще появлялись литературные и философско-утопические мотивы, которые наслаивались на мифологическую основу.
В эпоху эллинизма, в результате завоеваний Александра Македонского, грекам открылись новые обширные пространства и ранее неведомые земли, заселённые народами, которые, как казалось, жили в соответствии с природой и ещё не испытали на себе пороков цивилизации. Именно тогда широко распространился жанр «парадоксографии» или «тауматургии», в котором могли находить выражение самые разнообразные географические утопии. Вершиной этого направления стали произведения Эвгемера и Ямбула, в которых описывались идеальные условия жизни на Панхайе и Солнечном острове, локализованных далеко в Индийском океане.

Эта традиция была подхвачена в римскую эпоху. Плутарх в трактате «О видимом лике Луны» и жизнеописании Сертория пишет о мифическом острове Огигия, где, «согласно легендарным рассказам варваров, Юпитер держит в плену Сатурна». Присутствие бога плодородия сообщает природе острова роскошный неувядающий характер, течение времени там неощутимо. 

Там изредка выпадают слабые дожди, постоянно дуют мягкие и влажные ветры; на этих островах не только можно сеять и сажать на доброй и тучной земле — нет, народ там, не обременяя себя ни трудами, ни хлопотами, в изобилии собирает сладкие плоды, которые растут сами по себе. Воздух на островах животворен благодаря мягкости климата и отсутствию резкой разницы меж временами года, ибо северные и восточные вихри, рождённые в наших пределах, из-за дальности расстояния слабеют, рассеиваются на бескрайних просторах и теряют мощь, а дующие с моря южные и западные ветры изредка приносят слабый дождь, чаще же их влажное и прохладное дыхание только смягчает зной и питает землю. Недаром даже среди варваров укрепилось твёрдое убеждение, что там — Елисейские поля и обиталище блаженных, воспетое Гомером.

Диодор Сицилийский, опираясь на труды Дионисия Скитобрахиона, приводит описания чудесных островов Гесперии и Нисы, а также сообщает об общине на Липарских островах. Вся пятая книга «Исторической библиотеки» Диодора посвящена островам, многие из которых он наделяет идеальными чертами.
Позднейшая европейская (в том числе оккультная) традиция нередко отождествляла с Островами блаженных остров Туле.

## Представления других народов

### Кельтская мифология
Кельтская мифология традиционно помещает потусторонний мир именно посреди океана. На западе располагались острова блаженных, «числом трижды пятьдесят» (сага «Плавание Брана, сына Фебала»). Известно множество названий этих островов: Великая земля, Земля жизни и др. Здесь остановилось время, царит изобилие и молодость. По одной из традиций, правителем этого западного мира был Трен. Валлийская мифологическая система также помещает «иной мир» на островах. В кельтской традиции существует немало легенд о путешествиях в «иной мир», известных под названием immram — плавание.
Некоторые исследователи считают, что именно кельтские предания цитирует Плутарх, трансформировав их в соответствии с греко-римской традицией (Сатурн = Дагда, и т. д.).
В галльской мифологии души умерших под покровительством бога Цернунна препровождаются на некий недосягаемый остров в западном океане — Остров блаженных. Путь на остров указывают дельфин и телец. Героев, павших в битве, уносит в эту райскую страну крылатый конь.
В преданиях бриттов Авалон, «остров плодов, который ещё именуют счастливым», не знающий горестей и страдания, служит местом пребывания бессмертных героев и волшебников. Чудесные яблоки, произрастающие на острове, даруют бессмертие. По преданию, на этот остров фея Моргана перенесла короля Артура, смертельно раненного в сражении при Камлане.
Ирландские мифы описывают таинственный Сид, «Другой мир», который тоже изображён как далёкий остров среди сверкающих волн моря. Ирландцы называли этот остров Хай-Бризейл, Хай-Брезеил или просто Бразил. Здесь находятся равнина Блаженства и страна Юности. Сид — царство Дагды, кельтского бога потустороннего мира, который приостанавливает течение времени. Оттуда якобы пришёл народ, изначально заселивший Ирландию. Позднее кельты свергли пришельцев, и они снова уплыли на запад.

### Средневековая арабская география
У арабов представление о заморской стране счастья и бессмертия почерпнуто из античных авторов, прежде всего Птолемея. В работах некоторых арабских географов конца IX — первой половины XII века (ал-Баттани, ал-Бируни, ал-Идриси) говорится о Счастливых островах («Джаза’иру ас-Суада») или Вечных островах («Джаза’иру-л-Халидат»), лежащих на дальнем Западе. Легенда о рае на земле при этом смешивается с реальными свидетельствами об островах Восточной Атлантики, которых, по-видимому, достигали арабские мореходы.

### Русская мифология
Согласно свидетельству новгородского архиепископа Василия Калики, рай видели новгородцы во главе с Моиславом, шедшие на трёх ладьях. Буря занесла их к острову, где на высокой горе виднелся нерукотворный лазоревый Деисус. Из-за горы слышалось чудное пение, и небо там смыкалось с землёй. Архиепископ со слов мореплавателей записал, что это 

«место высоко зело, яко быти третие и чясти до небесе, яко же споведавшеи глаголють. Всяческими сады благовоннейшими насажденъ от Бога. Ни съврьшене убо есть нетленьнъ, ниже пакы всяческы тленьнъ. Нъ посреде тле нетлениа сътворенъ. Яко быти приисплънену плоды, и цвьтящу. Цветы и зеленаа, и зрелаа овощиа имущу выну сънивающаа бо древеса и съвершенные плоды на землю падающе, персть благовонна бывають. А не тлею смръдать яко же мирстии садове, се же бываеть от многаго изрядьства и освящениа иже присно находящое тамо благодати. Тем же проходя посред иже того повеленныи напаати выну океан река, исходящиа от него, и на четыре начала разделяющися».

 О сакральном характере этого пространства говорит и то, что время здесь не движется: 

«…сущи иже ныне в раи во плоть снедають плода райского и не стареются».

 Райские окрестности тоже удивляют. Невдалеке от них бьют источники бессмертия и живут пёсьеглавцы («Слово о трёх монахах»).
Представление об «островах блаженных» в традиционной русской культуре также связано с преданием об острове Буяне. Многие русские заговоры начинаются с упоминания о нём. Остров Буян, как и Эдем, место встречи земли и неба. Там пребывает не только загадочный камень Алатырь, но и силы небесные со святыми:

«На море на Окиане, на острове на Буяне, на бел-горючем камне Алатыре, на храбром коне сидит Егорий Победоносец, Михаил Архангел, Илья Пророк, Николай Чудотворец».

Как и в Эдеме, на острове Буяне находится сакральный центр мира — мировое древо (дуб) или камень Алатырь. Оба этих образа, так или иначе, совпадают в христианской мифологии восточных славян с образом Христа и Богоматери. Утопические блаженные острова Макарийские (от греч. µακάριος — блаженный), где текут медовые и молочные реки с кисельными берегами, согласно древнерусским «Космографиям» находятся на «востоке солнца, близ блаженного рая». Они называются «блаженными», поскольку

«…залетает в сии остров птицы райския Гомаюнъ и Финиксъ и благоухание износятъ чудное <…> тамо зимы нет».

### Китайская мифология
В китайских преданиях существует образ трёх священных островов-гор, служивших обителью небожителей. (Всего, по даосским верованиям, насчитывается 36 небесных пещер и 72 счастливые страны, которые рассматриваются как райская обитель).
«Исторические записки» Сыма Цяня говорят о них так: «В море-океане стоят три священных горы. Зовутся они Пэнлай, Фанчжан и Инчжоу. Обитают на них бессмертные-сяни».
Наиболее подробное описание островов содержится в трактате «Ле-цзы». В восточной части залива Бохай, далеко-далеко от берега находится большая бездонная пропасть, называемая Гуйсюй. Воды всех рек, морей, океанов и даже небесной реки (Млечного Пути) текут в неё и поддерживают постоянный уровень воды, не повышая и не понижая его. Около Гуйсюй, согласно преданиям, было пять священных гор: Дайюй, Юаньцзяо, Фанчжан, Инчжоу и Пэнлай. Окружность каждой из них — 30 тысяч ли, плато на вершине — 9 тысяч ли, горы отстоят друг от друга на 70 тысяч ли. Все строения там из золота и нефрита, все звери и птицы священного белого цвета. После цветения на деревьях появлялись нефритовые и жемчужные плоды, которые были хороши на вкус и приносили бессмертие тем, кто их ел.
Бессмертные также одевались в белые одежды, на спине у них росли маленькие крылья. Маленьких бессмертных часто можно было видеть свободно летящими в голубой лазури неба над морем подобно птицам. Они летали от горы к горе, разыскивая своих родственников и друзей. Их жизнь была весёлой и счастливой.
Острова эти свободно плавали в море, что причиняло бессмертным беспокойство, когда поднимались сильные волны. Тогда бессмертные обратились с жалобой к небесному владыке Тянь-ди. По его приказу дух моря Юй-цян послал в море пятнадцать гигантских черепах, чтобы они держали горы на головах. Одна черепаха держала на голове гору, а две другие поддерживали её. Так продолжалось в течение шестидесяти тысяч лет. Но затем великан из Лунбо напал на священные острова и поймал на крючок шесть черепах. Лишённые опоры, две горы — Юаньцзяо и Дайюй унесло в северный океан, где они затонули. Остались Пэнлай, Фанчжан и Инчжоу.
Когда люди на земле узнали про столь прекрасные и таинственные горы, все захотели побывать на них. Иногда ветер пригонял близко к этим священным горам судёнышки рыбаков и рыбачек, ловивших рыбу вблизи берега. Бессмертные приветливо встречали гостей. Затем, пользуясь попутным ветром, рыбаки благополучно возвращались домой. И вскоре в народе стали распространяться слухи о том, что у жителей тех гор хранится лекарство, дающее людям бессмертие.
Некоторые императоры Древнего Китая снаряжали специальные экспедиции на поиски священных островов. Существовало представление о том, что Пэнлай и две другие горы издали напоминают тучи. Но когда люди приближаются к ним, горы-острова уходят под воду.

### Японская мифология
В японских сказках имеется сюжет об Острове вечной юности, который находится за много дней пути, «в стране неведомых чужестранцев». На нём (так же как и в новгородском предании) находится мировое древо.

Жители скалистого побережья японского восточного моря рассказывают, что в определённое время можно увидеть диковинное дерево, которое поднимается из-за волн. Это то самое дерево и есть, которое несколько тысячелетий стояло на высочайшей вершине горы бессмертия Фузано-о[написание?]. Люди становятся счастливы, если им удаётся хоть на одно мгновение увидеть его ветви, хотя зрелище это мгновенное, подобно сну на утренней заре. На острове царит никогда не прекращающаяся весна. Вечно воздух струит аромат, вечно небо распростёрто — чисто-голубое; небесная роса тихо опускается на деревья и цветы и открывает им тайну вечности. Нежная листва деревьев никогда не теряет своей свежести, и ярко-алые лилии никогда не увядают. Цветы розы, словно дух, нежно окружают ветви; повисшие плоды апельсинового дерева не носят на себе никакого отпечатка приближающейся старости… Избранные боги, которые населяли это уединённое побережье, проводили дни в музыке, смехе и пеньи.

Остров в разное время посещают придворный лекарь китайского императора Ио-фуку и японский мудрец Вазобиове[написание?], который, поселившись на Острове вечной юности, «не замечал течения времени, потому что время проходит незаметно, когда рождение и смерть не ограничивают его».

## Попытки географической локализации
Древнейшие предания об Островах блаженных не дают чёткого представления о том, какой из известных нам островов или архипелагов соответствует им. Во многих мифах Острова блаженных вообще находятся не на Земле, а в потустороннем мире. Многие более поздние авторы, особенно создатели утопий, сознательно подчёркивали, что речь идёт о вымышленной стране.
Тем не менее ещё с античных времён делались неоднократные попытки осуществить топографическую идентификацию Блаженных островов. Кроме того, остров Огигия, упомянутый в «Одиссее», хотя и близок по описанию к Островам блаженных, но никогда с ними не смешивался.

### Остров Мальта
Опираясь на текст «Одиссеи», другие учёные ассоциируют остров Огигия с современной Мальтой. Слова «пуп моря» в этой трактовке относятся к Средиземному морю, в центральной части которого и находится Мальта.

### Фарерские острова
В другом своем трактате Плутарх указывает местонахождение Огигии в северной части Атлантического океана, «в пяти днях плавания от Британии».
Некоторые подробности, указанные в «Одиссее» Гомера, где Огигия названа «пупом моря», позволили некоторым учёным соотнести с Фарерскими островами в Северной Атлантике.

### Канарские острова

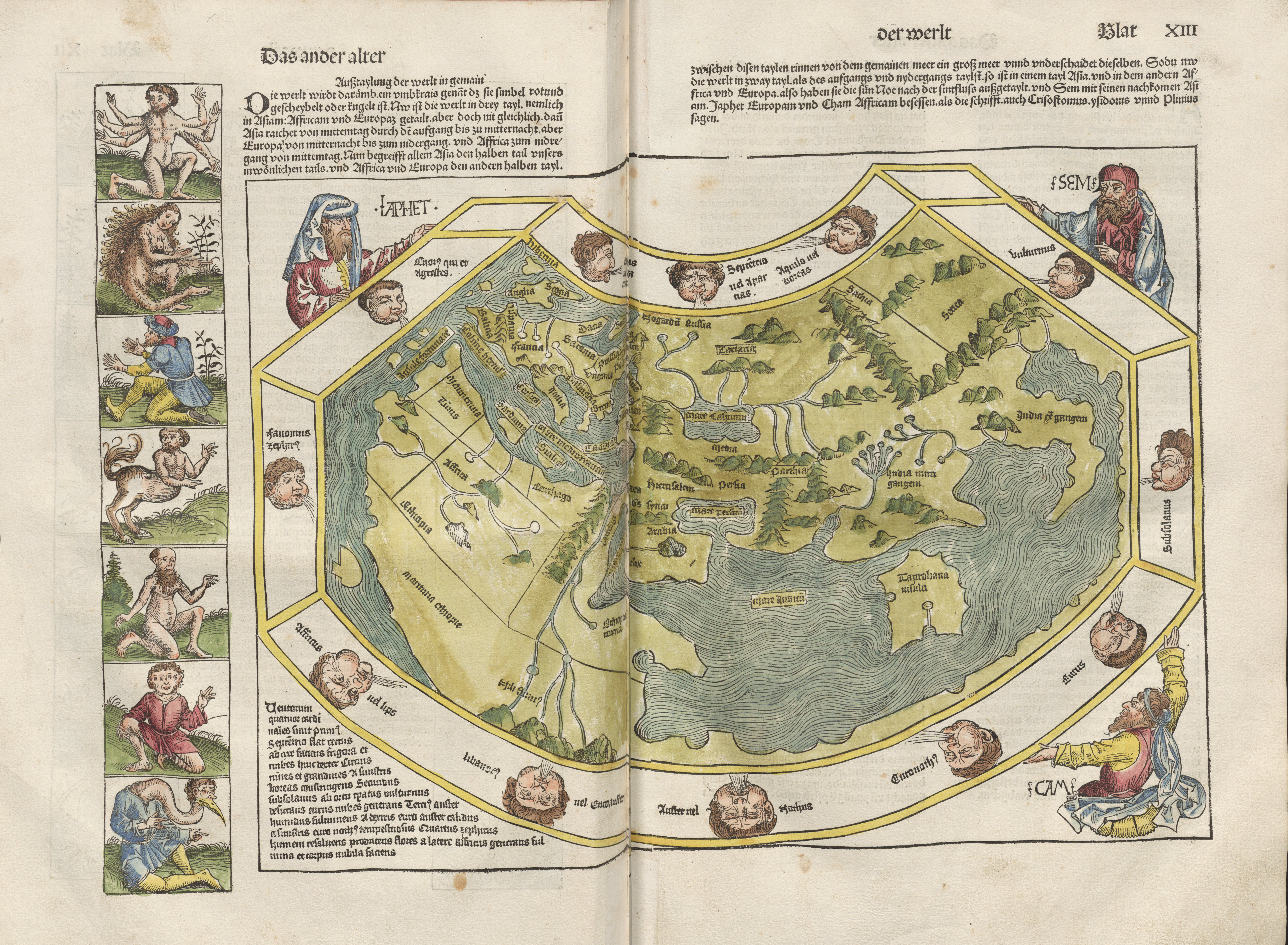
В «Нюрнбергской хронике» 1493 года Канарские острова названы островами Блаженных (Insule Fortunate)

Античная мифологическая традиция помещает Острова блаженных на крайнем западе, там, где воды моря соединяются с течением мировой реки Океан. Плутарх рассказывает об островах Блаженных в биографии Сертория, говоря, что их два, они отстоят на 10 000 стадий от Африки и народ живёт там собиранием плодов.
Клавдий Птолемей в своём «Руководстве по географии» указывает координаты Островов блаженных: от 10°30′ до 16° северной широты. Аль-Хорезми в книге «Китаб сурат ал-ард» (первом оригинальном трактате по математической географии, включающем сведения обо всём известном тогда арабам мире) приводит данные о 13 островах, шести из которых даёт названия и приводит их местоположение: от 3° з. д. и 7°30′ с. ш. до 8°20′ з. д. и 16°20′ с. ш. Арабский географ ал-Баттани (852 или 858—929 гг.) сообщает, что в Западном океане расположены шесть обитаемых Вечных островов. Ал-Идриси в своём главном труде «Развлечение истомленного в странствии по областям» также дважды упоминает о «шести островах… которые называются Вечными. Птолемей помещает там первый меридиан и от этих островов начинает отсчёт долгот и широт стран». По мнению исследователей текстов Ал-Идриси, упомянутые в его работе шесть островов, скорее всего, относятся к Канарскому архипелагу, а названные им острова «Масфахан» и «Лагус» соответствуют островам Тенерифе и Гран-Канария.

### Остров Змеиный
Черноморский остров (ныне территория Украины) занимает нетипичное для мифологической традиции положение — на востоке, а не на западе. Тем не менее его давно и достаточно уверенно идентифицируют с древнегреческими Островами блаженных. В античные времена одним из названий острова было Левкос (греч. Λευκός, Белый остров). Его считали священным островом Ахилла. Сюда удалилась душа героя после смерти, и здесь он стал супругом Елены (по другим источникам, Медеи), от которой у него родился сын Эвфорион.